# Confidence 2: La Película (álbum)
Confidence 2: La Película es el vigesimoséptimo álbum solista de estudio de Rubén Rada. Es una continuación del disco instrumental Confidence de 2011. Pero esta vez algunas canciones son cantadas.

## Historia
La mayoría de los temas son instrumentales y continúan la línea del Confidence anterior. Música que Rada toca por diversión, que no sería jazz, aunque hay improvisación, sino nueva música uruguaya inspirada en la iniciada con El Kinto, Totem, y sobre todo Opa (grupos de los que formó parte), pero más accesible y melodiosa que la de este último grupo.
El disco se llama La película porque el segundo tema es como una obertura de un film, donde cantan sus hijas Julieta y Lucila.
“Que no sepan que soy yo” es una canción compuesta con su hijo Matías Rada (guitarrista en el disco, al igual que en el primer Confidence.)
Gustavo Montemurro comparte la producción del disco con Rada. Los invitados son Héctor "Finito" Bingert, Ricardo Nolé y Hugo Fattoruso, reconocidos músicos e importantes compañeros de Rada en distintos momentos de su carrera.
Las canciones cantadas, con letra desarrollada, son “Divague mismo”, “Armstrong” y “Canción a los cuatro vientos”. “Armstrong” había sido previamente grabada con Javier Malosetti, en el disco en vivo Varsovia. Con respecto a Louis Armstrong, en el libro Rada, el músico considera que siempre hay que ir a las fuentes, que no se puede empezar a tocar jazz desde el free jazz, o el bebop, o el acid jazz, si no se está previamente familiarizado con el sonido de los iniciadores del jazz como Armstrong.
En “Canción a los cuatro vientos” Rada recuerda a cuatro amigos músicos fallecidos: Eduardo Mateo, Osvaldo Fattoruso (que además había sido el baterista del primer Confidence), Beto Satragni y Horacio Buscaglia.

## Lista de temas
01. Después de Gardel
02. La película (con Julieta y Lucila Rada)
03. Reunión de negros con indios (con Héctor "Finito" Bingert)
04. Divague mismo
05. Juanita la melodiosa
06. Claro de luz (con Héctor "Finito" Bingert)
07. Armstrong
08. Que no sepan que soy yo (con Héctor "Finito" Bingert)
09. Okinawa (con Ricardo Nolé y Héctor "Finito" Bingert)
10. Cantar por la boca (con Ricardo Nolé)
11. Rápido y furioso
12. Canción a los cuatro vientos
13. Pajaritos (con Osvaldo y Hugo Fattoruso)

## Ficha técnica
- Rubén Rada: Percusión y voces (batería en 01, 07, 08 y 11, armónica en 04 y 11.)
- Gustavo Montemurro: Teclas y programación (bajo synth en 08 y piano en 10.)
- Nacho Mateu: Bajo.
- Matías Rada: Guitarras en 01 a 08 y 11.
- Santiago Gutiérrez: Saxo (clarinete en 07.)
- Artigas Leal: Trombón.
- Miguel Leal: Trompeta (fliscorno en 01.)
- Nelson Cedréz: Batería.
- Nicolás Ibarburu: Guitarra en 07, 09 y 13.
- Gerardo Alonso: bajo en 07.
- Ricardo Nolé: Solo de piano en 09 y piano en 10.
- Héctor "Finito" Bingert: Solo de saxo en 03, 06 y 08, clarinete en 09.
- Osvaldo Fattoruso: Batería en 13.
- Hugo Fattoruso: Melodía synth en 13.
- Juan Pablo Di Leone: Flauta y armónica en 13.
- Julieta y Lucila Rada: Voces en 02 y palmas en 01.
- Producido por Gustavo Montemurro y Rubén Rada.
- Todas las canciones compuestas por Rubén Rada, excepto "Juanita la melodiosa" compuesta por Gustavo Montemurro y "Que no sepan que soy yo" compuesta por Rubén Rada y Matías Rada.
- "Canción a los cuatro vientos" producida y arreglada por Carlos Villavicencio.
- Grabado por Gustavo Montemurro y mezclado por Gustavo Montemurro y Rubén Rada en Estudio Las Manzanas, entre enero y julio de 2016.
- Masterizado por Esteban Demelas en Estudio De la Costa.
- Fotos: Pata Torres.
- Diseño: Alejandro Echegoyen.